# Набатникова, Татьяна Алексеевна
Татья́на Алексе́евна Наба́тникова (род. 14 апреля 1948, Воеводское) — советский и российский писатель, переводчик с немецкого языка, в том числе нескольких романов нобелевского лауреата Эльфриды Елинек.
Активная сторонница ёфикации русского языка.

## Биография и творческая деятельность
Татьяна Набатникова родилась 14 апреля 1948 года в селе Воеводское Алтайского края. После окончания Новосибирского электротехнического института работала инженером-конструктором на заводах Новосибирска, затем редактором Западно-Сибирского книжного издательства.
Первый рассказ — «Не бойся: я здесь» — был опубликован в 1980 году в коллективном сборнике «Дебют», вышедшем в Западно-Сибирском книжном издательстве. В том же издательстве в 1982 году вышла первая книга рассказов. Набатникова печаталась в журналах «Сибирские огни», «Урал», газетах «Литературная Россия», «Литературная газета» и др.
В 1985 году переехала в Челябинск. В 1987 году выпустила в Южно-Уральском книжном издательстве книгу с повестью и рассказами «На золотом крыльце сидели».
В 1989 году переехала в Москву. С середины 1990-х годов почти полностью отказалась от собственного творчества, посвятив себя переводам немецкой прозы и нон-фикшн.
До 2003 года Набатникова возглавляла московский офис издательства «Лимбус Пресс».
Представитель в России немецкого литературного агентства Nibbe & Wiedling.
20 октября 2010 года президиум Союза ёфикаторов России в связи с днём памяти В. И. Даля за создание ёфицированных переводов романов современных немецких писателей присвоил Татьяне Набатниковой звание «Почётный ёфикатор Российской Федерации».

### Образование
- Новосибирский электротехнический институт (1966—1971)
- Литературный институт имени А. М. Горького (окончила в 1981, заочно)

### Семья
- Первый муж — Анатолий Ильич Кузнецов (1947—1997), советский и российский инженер.
  - Дочь — Татьяна Анатольевна Кузнецова (род. 1970), российский художник-аниматор.
- Второй муж — Владимир Владимирович Курносенко (1947—2012), советский и российский писатель, врач.
  - Дочь — Аглая Владимировна Курносенко (род. 1982), российский кинорежиссёр.
- Третий муж — Александр Петрович Поздняков (род. 1951), поэт, полковник юстиции.

## Участие в творческих и общественных организациях
- Член Союза писателей СССР (1983—1991)
- Член (с 1992), секретарь (с 1996) Союза писателей России

## Литературные премии
- 1987 — Литературная премия имени Б. Н. Полевого (за рассказы в журнале «Юность», 1987, № 2)
- 1988 — Лауреат Всесоюзного литературного конкурса имени Н. Островского (за роман «Каждый охотник»)
- 1990 — Литературная премия имени М. Шолохова (за роман «Каждый охотник»)
- 1992 — Литературная премия имени Василия Шукшина

## Современники о Татьяне Набатниковой
То, что Татьяна Набатникова пишет и говорит — это подаётся доброжелательно (к слушателю и читателю) и очень сдержанно, это, как правило, точно сформулировано, это составлено из, казалось бы, простых кубиков — но попробуй скажи, напиши, поживи — в такой вот красивой простоте… 

И вот ещё два слова: я беседовал со многими литераторами, но всего несколько, быть может, двое из них произносили те чёткие и чуткие мысли, которые я хотел бы сформулировать сам, первым, раньше них. Это признание могло бы показаться сомнительным комплиментом, если бы это был комплимент. Но это не комплимент, это я так думаю. 

Самое удивительное, что и тот, второй человек — женщина… Чёрт знает, что творится. То ли с женщинами, то ли с мужчинами, то ли ещё с кем-то.— Захар Прилепин, 2007

### Книги
- Рассказы. — Новосибирск: Западно-Сибирское книжное издательство, 1982. — 175 с. — 15000 экз.
- Домашнее воспитание: Рассказы, повесть. — М.: Современник, 1984. — 255 с. — (Серия «Первая книга в столице»).
- На золотом крыльце сидели: Рассказы, повесть. — Челябинск: Южно-Уральское книжное издательство, 1987. — 288 с. — 15000 экз.
- Каждый охотник: Роман, рассказы / Худож. Д. Громан. — М.: Советский писатель, 1989. — 382 с. — 100000 экз. — ISBN 5-265-00597-8
- Загадай желание: Рассказы. — М.: ГПНТБ СССР, 1990. — 299 с. — 15000 экз.
- Город, в котором…: Роман, повесть, рассказы / Худож. Л. И. Чиньков. — Челябинск: Южно-Уральское книжное издательство, 1991. — 398 с. — 10000 экз. — ISBN 5-7688-0341-6
- Дар Изоры: Рассказы, повесть / Худож. Н. Блинова. — М.: Молодая гвардия, 1991. — 398 с. — 10000 экз. — ISBN 5-235-01397-2
- Не родись красивой: Роман, повести, рассказы / Вступ. ст. Л. Лавровой; Худож. А. Воронков. — Ростов-на-Дону: Проф-пресс; Харьков: Единорог, 1995. — 478 с. — (Серия «Взгляд женщины»). — ISBN 5-88475-028-5
- День рождения кошки: Рассказы. — М.: Вагриус, 2001. — 318 с. — 3000 экз. — (Серия «Женский почерк»). — ISBN 5-264-00711-X

### Отдельные публикации

#### Рассказы
- Два рассказа // Новый мир. — 2005. — № 8.

#### Публицистика
- Последняя надежда // Литературная газета. — № 34 (6335). — 31 августа 2011.

### Переводы, литературные обработки
- Энде Михаэль. Бесконечная книга с рисунками от А до Я: [Для детей] / [Пересказ с нем. Т. Набатниковой; Худож. Е. Р. Соколов]. — М.: Знаменитая книга, 1992. — 351 с. — ISBN 5-8350-0016-2
- Брецина Томас. Ночь белых вампиров; Призрак в школе: Повести: [Для сред. шк. возраста] / [Пер. с нем. С. Мороза; Лит. обраб. Т. Набатниковой; Ил. А. Баух-Кизель]. — М.: Кристина и Ольга, 1993. — 294 с. — ISBN 5-7086-0005-5
- Шетцинг Франк. Стая: Роман / Пер. с нем. Татьяны Набатниковой. — 2-е изд., испр. — М.: Захаров, 2005. — 861 с. — (Серия «Европейский триллер»). — ISBN 5-8159-0553-4
- Елинек Эльфрида. Алчность: развлекательный роман / Пер. с нем. Т. А. Набатниковой. — СПб.: Амфора, 2005. — 462 с. — (Серия «Амфора 2005»). — 5000 экз. — ISBN 5-94278-891-X.
- Эшбах Андреас. Один триллион долларов / Пер. с нем. Татьяны Набатниковой. — М.: Захаров, 2006. — 715 с. — (Серия «Европейский триллер»). — ISBN 5-8159-0572-0
- Эшбах Андреас. Железный человек / Пер. с нем. Татьяны Набатниковой. — М.: Захаров, 2006. — 285 с. — (Серия «Европейский триллер»). — ISBN 5-8159-0609-3
- Елинек Эльфрида. Алчность: развлекательный роман / Пер. с нем. Т. А. Набатниковой. — СПб.: Амфора, 2006. — 462 с. — (Серия «Читать модно»). — 7000 экз. — ISBN 5-94278-891-X.
- Елинек Эльфрида. Дети мертвых: Роман / Пер. с нем. Т. Набатниковой. — СПб.: Амфора, 2006. — 621 с. — (Серия «Читать [модно]»). — 25000 экз. — ISBN 5-367-00046-0
- Елинек Эльфрида. Алчность: Развлекательный роман / Пер. с нем. Т. Набатниковой. — СПб.: Амфора, 2007. — 462 с. — (Серия «Читать [модно]»). — 5000 экз. — ISBN 978-5-367-00338-3
- Сернер В. Последняя расхлябанность: Манифест дада и тридцать три уголовных рассказа / Пер. с нем. Т. Набатниковой. М.: Гилея, 2012
- Баадер Й. Так говорил Обердада: Манифесты, листовки, эссе, стихи, заметки, письма. 1906—1954 / Сост. С. Кудрявцева, пер. с нем. Т. Набатниковой. М.: Гилея, 2013

### Интервью
- Где сидит фазан? // Литературная газета. — 25 ноября 1987 года.
- Жить интереснее, чем писать (недоступная ссылка): Интервью Елене Радченко // Челябинский рабочий. — 26 мая 1999 года.
- Таинство защищённости: Интервью Елене Иваницкой // Первое сентября. — № 21. — 2001.
- Кайф от замочной скважины: Интервью Илье Колодяжному // Литературная Россия. — № 28. — 20 июля 2004 года.
- У Елинек всё с двойным смыслом // Радио «Свобода». — 26 июля 2006 года.
- Государство однозначно ценнее и важнее отдельной личности: Интервью Захару Прилепину // Агентство политических новостей — Нижний Новгород. — 26 октября 2007 года.